# 도도
도도(dodo)는 마다가스카르 동쪽의 모리셔스 섬에 생식했던 현재는 멸종한 조류이다. 도도과에 속하는 새는 로드리게스 도도 등 1종류가 더 있는데(현재는 모두 멸종되었으며, 박제도 남아있지 않다), 대체로 도도(새)라고 하면 모리셔스 섬의 도도를 지칭한다. 흰색 도도는 레위니옹섬 근처에 존재하는 것으로 잘못 알려진 적이 있었다.
도도의 반화석은 도도의 몸길이가 약 1미터(3.3feet), 몸무게는 약 10.6~21.1킬로그램 정도였을 것이라고 나타내준다. 도도의 생활 모습은 오직 17세기 그림,회화,서적 등에서만 볼 수 있다. 묘사된 모습들이 매우 다양하고, 몇 개의 그림들만 살아있는 도도의 모습을 정확히 그렸기 때문에 도도의 생활 모습은 밝혀지지 않았다. 또한, 도도의 서식지와 행동에 대해서도 정확히 아는 부분은 적다. 회색과 갈색을 섞은 깃털, 노란색의 발, 회색 머리, 검은색,노란색과 초록색의 부리를 가지고 있다고 묘사된다. 위결석을 이용해 과일과 같은 음식을 쉽게 소화할 수 있었고, 주 서식지는 모리셔스의 해안가로 추정된다. 도도는 모리셔스 섬에 천적이 없어서 날개가 퇴화하여 몸체에 비해 매우 작아 날 수 없었다. 날개가 퇴화한 이유는 도도새가 살던 땅에는 도도새를 위협할 만한 맹수가 없었기 때문이다. 그래서 도도새는 포식자가 살지 않는 서식지의 특성에 맞게 새들에게 가장 튼튼한 생존 수단인 날개를 포기한 것이다. 도도새는 날개를 포기한 대신 튼튼한 다리와 구부러진 부리로 철저히 땅 위의 생활에 적응하였다. 초식성으로 과실 등을 주식으로 했다. 9월이 번식기로, 땅 위에 둥지를 지었다.
이 새는 대항해 시대인 1507년 포르투갈인들이 마스카린 제도에서 발견했다. 1598년 네덜란드의 항해사에 의해 첫 번째로 묘사되었다. 사람들이 관심을 가지기 시작한 것은 이상한 나라의 앨리스에서 도도가 나왔을 때 부터이다. 그 당시 도도는 인간, 가축들에 의해 무자비로 포획당했었다. 마스카린 제도가 기항지로 이용된 이후부터 도도는 하늘을 날거나 재빨리 움직이는 것조차 불가능하게 되었고 17세기 초반 네덜란드인 이주자들에 의해 볼거리로 포획되어, 1681년 영국인 벤자민 해리가 목격한 것을 마지막으로 그 모습을 감추었다. 인간의 남획 등으로 발견된 지 180년 만에 완전히 멸종된 사실에서, 동물의 멸종으로 몰아넣은 인간의 잔인한 행동에 대한 이야기를 다룰 때 언급된다.

## 생물 분류

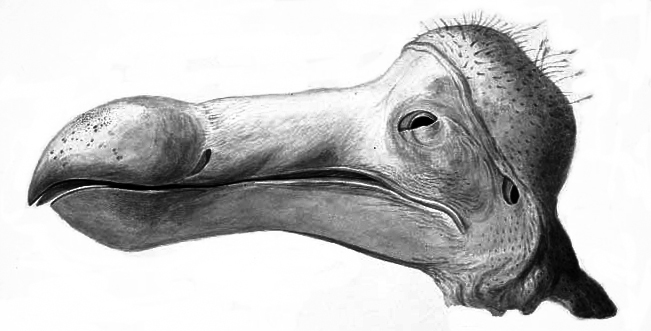
옥스퍼드 대학교에서 해부 전의 도도의 스케치

도도는 초기에 로버트 실버버그에 의하면, 짧은 다리로 타조, 콘도르, 펭귄, 도요새, 따오기의 친척이라고 생각되었다. 1842년, 테오도어 레인하르트는 도도의 두개골을 연구한 끝에 도도가 비둘기목이라는 것을 밝혀냈다. 이 주장은 처음에 터무니 없다고 믿어졌으나, 에드윅 스트릭런드와 고든 멜빌 등 여러 학자가 1848년 그들의 논문에서 그 사실을 뒷받침해 주었다. 옥스퍼드 대학교에 보존되어 있던 도도를 해부하고 분석해본 결과, 비둘기목과 비교해 봤을 때 매우 가깝다는 것이 증명되었다. 스트릭런드에 따르면 이 새들은 모두 같지는 않지만 비둘기목에서만 볼 수 있는 다리 뼈의 특징이 있다고 말했다. 도도는 해부학적으로 비둘기목과 굉장히 유사했다. 스트릭런드는 도도의 케라틴의 부리와 길고 가느다란 비골에 주목했다. 또한, 도도는 피부와 눈 부분도 비둘기목과도 비슷했다. 도도의 다리도 골격과 크기로 보았을 때 비둘기목과 비슷했다. 도도와 비둘기목의 차이는 더 작은 날개, 더 큰 부리, 두개골의 비율 뿐이었다. 도도는 영국인 박물학자 존 트라데스칸트가 사망한 뒤, 1683년 옥스퍼드의 애쉬모리안 박물관에 소장되어 있던 유일한 박제가 나쁜 관리 상태로 1755년 소각 처분이 되어버린 이후, 스케치 이외에는 머리 부분, 다리 등 극히 일부의 단편 표본으로만 남아있을 뿐이다.

### 어원

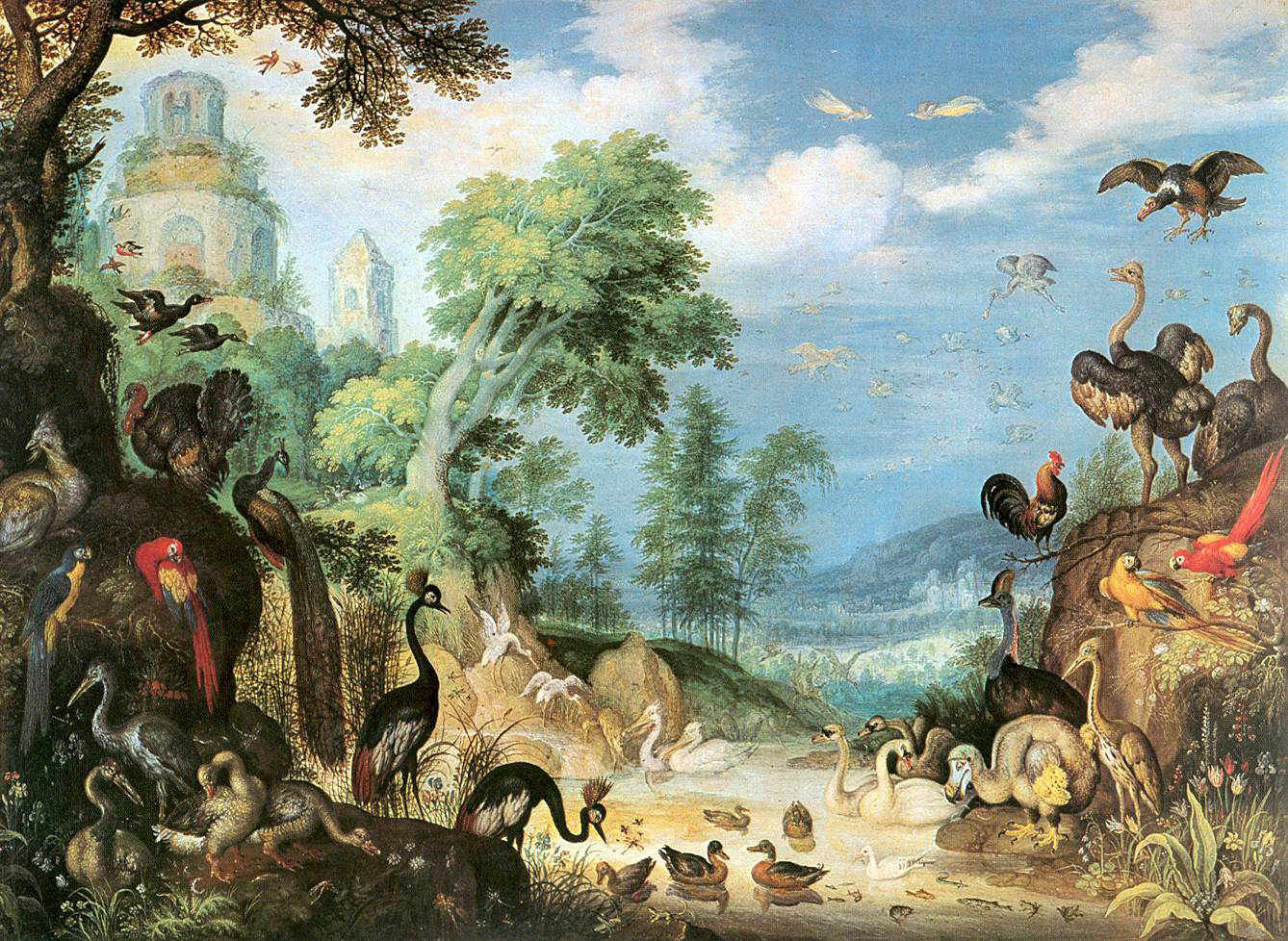
룰란트 사베리가 그린 그림 "새가 있는 풍경"

도도가 처음으로 불린 이름은 네덜란드어로 'Walghvoge'였다. 1598년 9월 20일, 모리셔스를 방문했던 비르반드 바르바크 제독이 처음으로 사용했다. Walghe는 '병약해 보이는'이란 뜻이고 vogle은 '새'를 의미한다. 그 이름은 독일로 Walchstök 또는 Walchvögel로 다시 번역되었다. 네덜란드어의 Waarachtige Beschryving 논문은 존재하지 않지만 영어로 번역된 본은 존재한다.
| “ | 남아 있는 도도들은 함스커크라 불리는 섬과 바르비크 만에 주로 서식했다. 그들의 수는 백조 수 보다 2배 만큼 이 지역에 서식해 있고, 우리가 wallowbirds 또는 walghstocks라 부르는 새들은 아주 좋은 식량이다. 그러나 비둘기의 수가 많기 때문에 굳이 기분 나쁜 그들을 먹을 필요는 없다. 비둘기들은 매우 기름졌고 양이 풍부했기 때문에 우리의 알맞은 식량이 되었다. | ” |

바르바크 제독과 같이 한 항해에서 포르투갈인들은 도도를 펭귄의 한 종이라고 묘사했다. 영어에서 펭귄이 여기서 유래된 것은 아니지만 새 날개의 끝 부분을 뜻하는 pinion은 여기서 비롯된 것이다. 1602년 그와 함께 항해한 선원인 헬데를란트는 도도를 '부풀다'라는 뜻의 Dronte라 불렀고, 현재 실제로 몇 언어에서는 도도를 Dronte라고 한다. 또한 그는 도도를 항해 다음 날 열리는 수호 성인 축제에 사용되는 가금류와 관련해서 'griff-eendt'또는 'kermisgans'라고 부르기도 했다.

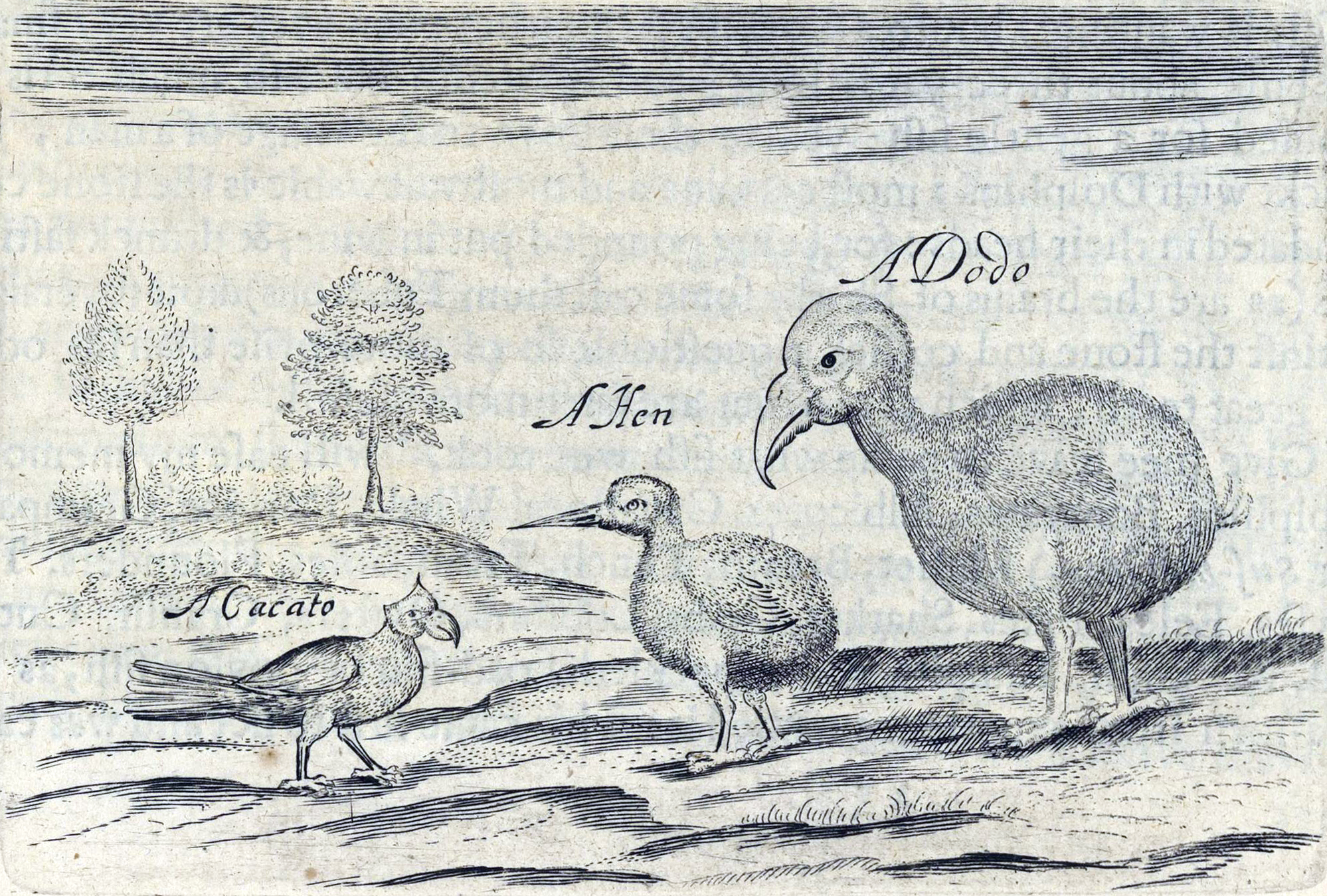
1634년에 묘사된 도도

"도도"라는 단어는 어디서 온 것인지 정확하지 않다. 다만 추측하기를 독일어에서 작은 논병아리를 가리키는 "Dodaars"가 관련이 있다고 생각하고 있다. 이러한 추측은 논병아리와 도도새의 엉덩이 부분에 비슷한 모양의 털이 나 있고 또 두 새 모두 꽤 불편해 보이는 걸음걸이를 하고 다녀서 그러한 것으로 추정된다. "Dodaars"가 처음으로 사용된 것은 1602년 빌럼 반 웨스트 자넨 선장의 일지에서 사용되었다. 1634년 토마스 허버트가 그의 기행문에서 "Dodo"라는 말을 처음 사용했고, 어원이 포르투갈이라고 주장했다. 엠마누엘 알트헴이라는 한 사람은 1628년 그의 편지에서 "Dodo"를 사용했고, 역시 포르투갈이 어원이라고 썼었다. "Dodar"이란 단어는 "Dodo"와 같이 같은 시기에 써졌으나 18세기 이후 더 이상 쓰이지 않는다. 하지만 신기하게도 포르투갈 사람이 도도를 언급한 적은 없다. 그럼에도 불구하고, 많은 자료들은 도도가 "바보"나 "멍청이"를 뜻하는 포르투갈어에서 유래되었다고 주장한다. 또한 도도가 도도의 울음소리에서 온 의성어라는 주장도 있다.

## 같이 보기
- 도도나무